# Mroczna Wieża II: Powołanie trójki
Powołanie Trójki – drugi tom cyklu powieści Mroczna Wieża Stephena Kinga, opublikowany przez Donald M. Grant, Publisher, Inc. w 1987 roku. Inspiracją dla serii był poemat Roberta Browninga Sir Roland pod Mroczną Wieżą stanął. Książka jest kontynuacją pierwszego tomu sagi, a jej tematem przewodnim są przygody rewolwerowca Rolanda, poszukującego tytułowej Mrocznej Wieży.

## Fabuła
Powieść rozpoczyna się siedem godzin po zakończeniu pierwszej części po tym, jak człowiek w czerni pokazał przyszłość rewolwerowcowi przy pomocy kart tarota. Roland budzi się na plaży, gdzie atakuje go dziwne stworzenie przypominające homara. Udaje mu się je zabić, lecz nie jest on w stanie zapobiec utracie prawego palca u jego stopy, jak i dwóch u ręki (wskazującego i środkowego). Komplikuje to jego sytuację, gdyż od tego momentu może się posługiwać tylko jedną bronią.  Nieleczone rany powodują infekcję.  Rozgorączkowany i tracący siły Roland kontynuuje swoją wędrówkę wzdłuż plaży w kierunku północnym, gdzie napotyka na troje drzwi. Każde z nich prowadzi do Nowego Jorku w różnych przedziałach czasowych (odpowiednio 1987, 1964 i 1977). Przechodząc przez nie, protagonista sprowadza jego przyszłych towarzyszy, którzy przyłączą się do poszukiwań Mrocznej Wieży.
Pierwsze drzwi (podpisane Więzień) przenoszą Rolanda do umysłu Eddiego Deana, uzależnionego od heroiny narkomana, który próbuje przemycić kokainę dla narkotykowego bossa Enrico Balazara. W wyniku jego działań sytuacja Deana się pogarsza, dochodzi do konfrontacji z agencją rządową, a potem z Balazarem i jego ludźmi. Dzięki pomocy Rolanda Eddie wychodzi z nich zwycięsko.
Za drugimi drzwiami (podpisanymi Władczyni Mroku) Roland znajduje Odettę Holmes, czarnoskórą kobietę, która udziela się w ruchu praw obywatelskich. Jest bogata, lecz straciła obie nogi, kiedy to Jack Mort zepchnął ją pod nadjeżdżające metro. Odetta cierpi na rozdwojenie jaźni i nie jest świadoma posiadania drugiej, gwałtownej osobowości zwanej Dettą Walker. Roland i Eddie muszą znosić kolejne złośliwości ze strony Detty, a w końcu ryzykować, że ich zabije.
Trzecie drzwi zamiast przynieść Rolandowi kolejnego towarzysza, sprowadzają wroga - Jacka Morta (Popychacza). Mort jest odpowiedzialny za bolesne przeżycia i uraz Odetty, które stworzyły Dettę Walker, także za to, iż straciła ona obie nogi, oraz za śmierć Jake’a Chambersa w pierwszej części cyklu. Decyzje Rolanda, jakie podejmuje on w walce z Mortem, mają duży wpływ na późniejsze wydarzenia. Ich spotkanie kończy się przepowiedzianą śmiercią jego adwersarza i scaleniem osobowości Detty i Odetty, przez co powstaje tożsamość nowej kobiety zwanej później Susannah.
Dzięki działaniom rewolwerowca zarówno w jego świecie, jak i w tych do których należą Eddie, Susannah czy Jack Mort, Roland jest w stanie wyleczyć swojego towarzysza z uzależnienia od narkotyków, a także pomóc w scalaniu osobowości Odetty Holmes i Detty Walker, późniejszej Susannah, w której zakochuje się Eddie. Oboje zawdzięczają mu życie, a rewolwerowiec jest świadom tego, że może być zmuszony do poświęcenia ich, aby dotrzeć do Mrocznej Wieży.
Każda z tych osób jest istotna dla wyprawy rewolwerowca. Wszyscy są częścią ka-tet, to znaczy tych dzielących to samo przeznaczenie.

## Wydanie polskie
- Mroczna wieża II. Powołanie trójki, wyd. Albatros, 2008, ISBN 978-83-7359-598-9